# ألكساندريا أوكاسيو-كورتيز
ألكساندريا أوكاسيو-كورتيز (بالإنجليزية: Alexandria Ocasio-Cortez، والمعروفة شعبيًا بالاختصار: AOC) (ولدت 13 أكتوبر 1989)، هي ناشطة اشتراكية ديمقراطية، معلمة، وسياسية أمريكية من أصل بورتوريكي. وأصغر نائب في الكونغرس الأمريكي. في 26 يونيو 2018، فازت كورتيز في الانتخابات التمهيدية للحزب الديمقراطي بدائرة البرونكس رقم 14 في نيويورك، بعد هزيمتها جو كراولي، أحد زعماء الحزب بمجلس النواب، فيما وصف على أنه أكبر انتصار مربك في موسم الانتخابات النصفية 2018. هي أيضا عضو في مؤتمر الاشتراكين الديموقراطيين في أمريكا وتحظى بدعم المنظمات السياسية التقدمية.
في عام 2018 صرحت ألكساندريا عن دعمها حملة لعزل الرئيس الأمريكي دونالد ترمب، وفي عام 2019 تعرضت مع 3 نائبات ديموقراطيات في الكونغرس لهجوم من الرئيس الأمريكي دونالد ترمب، حيث دعاهن للعودة إلى بلدانهن الأصلية، الأمر الذي عرضه لانتقادات سياسية وإعلامية، واتهامات بالعنصرية.

## بداية مسيرتها المهنية
بعد الجامعة، عادت ألكساندريا إلى حي البرونكس وعملت نادلةً وعملت في تقديم المشروبات بحانة لمساعدة والدتها -مدبرة منازل وسائقة باص مدرسة- لمنع حبس رهن منزلهما. أطلقت فيما بعد مطبعة جادة بروك وهي دار نشر لم تعد موجودة كانت تنشر الكتب التي تقدم البرونكس بصورة جيدة. عملت ألكساندريا أيضًا في المؤسسة غير الربحية المسماة المعهد الوطني للأمريكيين من أصول لاتينية.
أثناء الانتخابات التمهيدية عام 2016، عملت ألكساندريا منظمةً لحملة برني ساندرز الانتخابية لعام 2016. بعد الانتخابات العامة، سافرت عبر الولايات المتحدة بالسيارة، لتزور أماكن مثل فلينت في ولاية ميشيغان ومحمية ستاندينغ روك للهنود الحمر في داكوتا الشمالية، تلقت مكالمة هاتفية من لجنة الكونغرس الجديد، التي كانت توظف المرشحين التقدميين (رشحها أخوها بعد يوم الانتخابات عام 2016 بقليل).

## حملة عام 2018
بدأت ألكساندريا حملتها أثناء عملها كنادلة وتقديمها للمشروبات في فلاتس فيكس، وهو مطعم تاكو في ميدان الاتحاد بمدينة نيويورك. صرحت لمجلة بون آبّيتي «لثمانين بالمئة من هذه الحملة، كنت أعمل من كيس بقالة ورقي مختبئة وراء تلك الحانة». كانت أول شخص يتحدى جو كرولي -صاحب مقعد الحزب الديمقراطي- في الانتخابات التمهيدية منذ عام 2004. واجهت صعوبات مالية قائلةً «لا يمكنك فعلًا هزيمة رأس المال الكبير برأس مال أكبر. عليك أن تهزمهم في لعبة مختلفة تمامًا». قيل عن الملصقات الإعلانية لحملتها الانتخابية أنها مستوحاة من «ملصقات ثورية ومصورات من الماضي».
في 15 يونيو، وقعت المواجهة المباشرة الوحيدة بين المرشحين في برنامج حوار سياسي محلي اسمه داخل مجلس المدينة. كانت الطريقة مقابلة مشتركة يديرها إيرول لويس، وقد صنفها التلفزيون المحلي في نيويورك إن واي 1 كمناظرة. حُدد موعد مناظرة في البرونكس يوم 18 يونيو، ولكن كرولي لم يشارك. أرسل مكانه عضو مجلس المدينة سابقًا أنابيل بالما.

### إعلانات المساندة
أعلنت العديد من المنظمات التقدمية ومنظمات الحقوق المدنية مساندتها لألكساندريا، ومن بين تلك المنظمات موفّ أون (أي تحركوا)، وحياة السود مهمة، والديمقراطية لأجل أمريكا، وساندتها أيضًا الممثلة والمرشحة لأول مرة سينثيا نيكسون. تحدت سينثيا مثل ألكساندريا شخصًا شغل المنصب لوقت طويل: إذ ترشحت ضد الحاكم من الحزب الديمقراطي أندرو كومو في انتخابات حكم نيويورك عام 2018 لكنها خسرت بنتيجة 34% مقابل 66%.
ساند الحاكم كومو المرشح كرولي، كما فعل السيناتوران من نيويورك، تشك شومر وكريستين جيليبراند، وكذلك عمدة مدينة نيويورك بيل دي بلاسيو، و11 ممثلًا في الولايات المتحدة و31 مسؤول محلي منتخب و31 اتحاد تجاري ومجموعات تقدمية منها نادي سييرا، وبلاند بارينتهود، وحزب العائلات العاملة، ونارال برو-تشويس أمريكا، وآخرون. فيما ساند ممثل كاليفورنيا رو خانا -وهو من ديمقراطيي العدالة مثل ألكساندريا- في البداية كرولي، ولكنه ساند لاحقًا ألكساندريا في مساندة ثنائية غير معتادة.

## المواقف السياسية
كورتيز تصف نفسها بأنها اشتراكية ديمقراطية. وتدعم السياسات التقدمية مثل الرعاية الطبية لكل المواطنين، ضمان الوظيفة، إزالة الرسوم للكليات العامة، وإنهاء خصخصة السجون، وسن سياسات تحد من نشر السلاح.

### عزل الرئيس ترامب
في 28 يونيو 2018، صرحت كوريتز لسي إن إن عن عزمها دعم إقالة الرئيس ترمپ، قائلة: «أعتقد هذا، كما تعرف، لدينا أساس لهذه الاتهامات». وأشارت لانتهاكات ترامب.

## وصلات خارجية
- ألكساندريا أوكاسيو-كورتيز على موقع IMDb (الإنجليزية)
- ألكساندريا أوكاسيو-كورتيز على موقع ميتاكريتيك (الإنجليزية)
- ألكساندريا أوكاسيو-كورتيز على موقع روتن توميتوز (الإنجليزية)
- ألكساندريا أوكاسيو-كورتيز على موقع مونزينجر (الألمانية)
- ألكساندريا أوكاسيو-كورتيز على موقع ألو سيني (الفرنسية)
- ألكساندريا أوكاسيو-كورتيز على موقع أول موفي (الإنجليزية)
- ألكساندريا أوكاسيو-كورتيز على موقع قاعدة بيانات الفيلم (الإنجليزية)
- ألكساندريا أوكاسيو-كورتيز على موقع ليتربوكسد (الإنجليزية)
- ألكساندريا أوكاسيو-كورتيز على موقع كينوبويسك (الروسية)
- الموقع الرسمي
- مرات الظهور على سي-سبان